# Guido Quattrini
Guido Quattrini (1911 – ...) è stato un paroliere e compositore italiano.

## Biografia
Iniziò la propria attività professionale nel periodo fra le due guerre mondiali; nel 1938 scrisse per il Trio Lescano A cuore a cuore...(a bocca a bocca), su musica di Eraldo Raviolo.
La sua attività di compositore lo portò a realizzare brani musicali anche per il regime fascista, come Terra abissina, del 1936, su musica di Giovanni Piovano, che diventò l'inno dei legionari volontari nell'Africa Orientale Italiana. Nel 1939, scrisse La luna mi parla di te, incisa da Aldo Masseglia, mentre l'anno successivo fu l'autore di Campagnola romana, su musica di Rodolfo De Martino. Nel 1941 realizzò il testo del brano Carovana bianca su musiche di Silvio Marengo. Con Sei fatta per me, interpretata da Achille Togliani e il Duo Fasano e scritta su musica di Giovanni Fassino, partecipò al festival di Sanremo del 1951 In seguito partecipò, al concorso canoro, come autore alla scrittura dei brani Primo bacio e Damina profumata. Scrisse, inoltre, il testo e la musica di Il tuo carneval, canzone ufficiale, nel 1955, del Carnevale di Viareggio. Nel 1971 il cantante Gianni Giuffrè incise una cover della sua canzone Nulla, scritta in origine per Nilla Pizzi insieme a Domenico Serengay e Lugi Casasco, contrabbassista dell'Orchestra di Cinico Angelini